# Finncomm Airlines
Finncomm Airlines  (Finnish Commuter Airlines Oy) was een regionale Finse luchtvaartmaatschappij met als thuishaven Seinäjoki. Ze leverde reguliere diensten voor Golden Air en Finnair. Fincomm Airlines was gestationeerd op Seinäjoki Airport (SJY), met een hub op Helsinki-Vantaa Airport.

## Code-informatie
- IATA Code: FC
- ICAO Code: WBA

## Geschiedenis
De luchtvaartmaatschappij werd in 1993 gesticht en begon in 1997 diensten te leveren. In 2011 werd het bedrijf vervangen door Flybe Nordic.

## Luchtvloot
De luchtvloot van Finncomm Airlines bestond in september 2011 uit de volgende vliegtuigen:
- 4 ATR 42-500
- 10 ATR 72-500
- 2 Embraer 170ER